# الإيطاليون في لبنان
يوجد جالية إيطالية صغيرة في لبنان، وتسمى أيضًا اللبنانيين الإيطاليين ) وتتألف بشكل رئيسي من المواطنين اللبنانيين من أصول إيطالية الإيطالي بالإضافة إلى المغتربين والمهاجرين من إيطاليا الذين يقيمون في لبنان. وهذا المجتمع له تاريخ يعود إلى العصر الروماني.

## التاريخ
عام 64 قبل الميلاد، أضاف الجنرال الروماني بومبي لبنان إلى الجمهورية الرومانية. خلال هذه الفترة وما قبلها، تبادل الفينيقيون والرومان المعرفة والعادات والتقاليد. وبالفعل، أقام المحاربون القدامى فيلقين رومانيين في مدينة "بيريتوس" ( بيروت الحديثة): الخامس المقدوني والثالث الغالي. وسرعان ما أصبحت المدينة ذات طابع روماني، ويذكر أن أحفاد أفراد هذا الفيلق هم من شبه الجزيرة الإيطالية.
بين القرنين الثاني عشر والخامس عشر، كان لدى جمهورية جنوة الإيطالية بعض المستعمرات الجنوية في بيروت وطرابلس وجبيل.
في الآونة الأخيرة، جاء الإيطاليون إلى لبنان في مجموعات صغيرة خلال الحرب العالمية الأولى والحرب العالمية الثانية، محاولين الهروب من الحروب في ذلك الوقت في أوروبا. من هؤلاء الإيطاليين الأوائل الذين اختاروا لبنان مكانًا للجوء والاستقرار جماعات من الجنود الإيطاليون الذين شاركوا في الحرب الإيطالية التركية في عام 1911 حتى عام 1912. كما اختار معظم الإيطاليين الاستقرار في بيروت بسبب نمط الحياة الأوروبي فيها. ولم يغادر لبنان إلا عدد قليل من الإيطاليين إلى فرنسا بعد الاستقلال.

## العلاقات اللبنانية الإيطالية
افتتح لبنان مفوضية في إيطاليا عام 1946، وتحولت إلى سفارة عام 1955. وقع البلدان على معاهدة الصداقة والتعاون والملاحة في عام 1949. كلا البلدين عضوان في الاتحاد من أجل المتوسط.
ترتبط إيطاليا ولبنان بصداقة قديمة، تجد جذورها في تراثهما المتوسطي المشترك، وحضارتهما العتيقة وآلاف السنين من التاريخ المشترك، والعلاقات التجارية المكثفة والتبادلات الثقافية والإنسانية العميقة. في القرن السادس عشر، لعبت العلاقة الخاصة بين الأمير فخر الدين وعائلة ميديشي في توسكانا دورًا أساسيًا في تشكيل لبنان الحديث كما نعرفه اليوم، وهو مزيج فريد من الثقافتين الغربية والعربية. كما ترك لبنان آثاراً مهمة في تاريخ إيطاليا: ففي عام 1584، تأسست الكلية المارونية في روما، لتعزيز الاتصالات بين رجال الدين والباحثين والطلاب الشباب، والتي تتواصل اليوم في إطار التعاون بين الجامعات. يتعزّز هذا المستوى الممتاز من العلاقات الثنائية بين إيطاليا ولبنان اليوم من خلال وجهات النظر المشتركة بين البلدين حول عدد من قضايا الشرق الأوسط، ومن خلال الوعي المتزايد بأن ضفتي البحر الأبيض المتوسط في عالم معولم يتقاسمان نفس المصير.

## الجالية الإيطالية في لبنان
الجالية الإيطالية في لبنان صغيرة جدًا (حوالي 4300 شخص) ومعظمها مندمجة في المجتمع الكاثوليكي اللبناني.
معدل الزواج المختلط في المجتمع الإيطالي مرتفع جدًا ومعظم الأفراد الأصغر سنًا نصف إيطاليين من جهة الأب. في الزيجات اللاتينية المارونية المختلطة أو غيرها من الزيجات المختلطة، يربّى الأطفال على طقوس طائفة الأب، وإلى جانب حمل لقب الأب، يعرّف الأفراد وفق المجموعة العرقية للأب. لذلك، يعتبر أبناء الآباء الإيطاليين والأمهات اللبنانيات إيطاليين، وأبناء الآباء اللبنانيين والأمهات الإيطاليات لبنانيين، مع تعديل بعض الأسماء الأخيرة. هناك بعض العائلات الإيطالية التي عادت إلى إيطاليا بعد الحرب العالمية الثانية مع أطفالهم المولودين في لبنان.

## اللغة والدين
نسبة صغيرة فقط من جميع اللبنانيين الإيطاليين المتبقين يتحدثون بعض الإيطالية، في حين أن غالبيتهم يتحدثون العربية كلغة أولى والفرنسية و/أو الإنجليزية كلغة ثانية، وهم بشكل رئيسي من الروم الكاثوليك.
اللبنانيون الإيطاليون من الأجيال الحالية مندمجون في المجتمع اللبناني، ومعظمهم لا يتحدثون إلا العربية والفرنسية والإنجليزية (قليل من الشباب اللبناني الإيطالي يعرف بعض الكلمات الأساسية باللغة الإيطالية). في الدين، معظم جيل الشباب هم من الروم الكاثوليك، في حين أن عددًا قليلاً فقط من الشباب يدينون بالإسلام، ويرجع ذلك أساسًا إلى الزواج على الرغم من أن بعضهم ينحدرون من نسل إيطاليين اعتنقوا الإسلام.

## لبنانيون إيطاليون مشهورن
- أندريا باولي، ممثلة لبنان في منافسات التايكوندو في دورة الألعاب الأولمبية 2012 التي أقيمت في لندن.
- فيليب باولي، لاعب كرة قدم لبناني
- أنطونيلا لوالدي، ممثلة عالمية
- برونو كارميني، لاعب جودو
- لوكا تورين، عالم فيزياء حيوية وخبير في فن العطور والعطور
- ناتاشا هوفي، ممثلة (ولدت في بيروت، والدتها لبنانية إيطالية)
- إميل شاهين[الإنجليزية]، ناقد سينمائي لبناني
- بول مازوليني، موسيقي معروف باسم جازيبو

## أنظر أيضاً
- الكنيسة اللاتينية في لبنان
- لبنان
- إيطاليا
- الإمبراطورية الإيطالية
- إيطاليا الإمبراطورية
- العلاقات الإيطالية اللبنانية
- الشتات الإيطالي
- لبنان الروماني
- الكنيسة اللاتينية في الشرق الأوسط

## فهرس
- Conorti, A. Vicende dell'italianità في ليفانتي، 1815-1915 في: Rivista Coloniale، anno XV.
- قرم، جورج. لبنان المعاصر، القصة والمجتمع. كتاب جاكا. ميلانو، 2006
- فافيرو، لويجي إي تاسيلو، جرازيانو. Cent'anni di emigrazione italiana (1876-1976). Cser. روما، 1978.
- ميلر، ويليام. المشرق اللاتيني. مكتبة ببليوبازار ذ.م.م. لندن، 2009(ردمك 1-110-86390-X).
- أوسيان دي نيغري، تيوفيلو. ستوريا دي جينوفا: ميديتيرانيو، أوروبا، أتلانتيكو. محرر جيونتي. فلورنسا، 2003.(ردمك 9788809029323)النظام القياسي الدولي لترقيم الكتب 9788809029323
- توما، توفيق. البيزان والمؤسسات الإقطاعية في الدروز والموارنة في لبنان في القرن السابع عشر حتى عام 1914. منشورات الجامعة اللبنانية. بيروت، 1971.؛ 1972